# Das Erste
Das Erste – pierwszy program niemieckiej telewizji publicznej, będący wspólnym przedsięwzięciem dziesięciu publicznych nadawców zrzeszonych w ARD. Dyrektorem programu od 2008 roku jest Volker Herres.

## Historia

Zasięg telewizji zachodnioniemieckiej w NRD

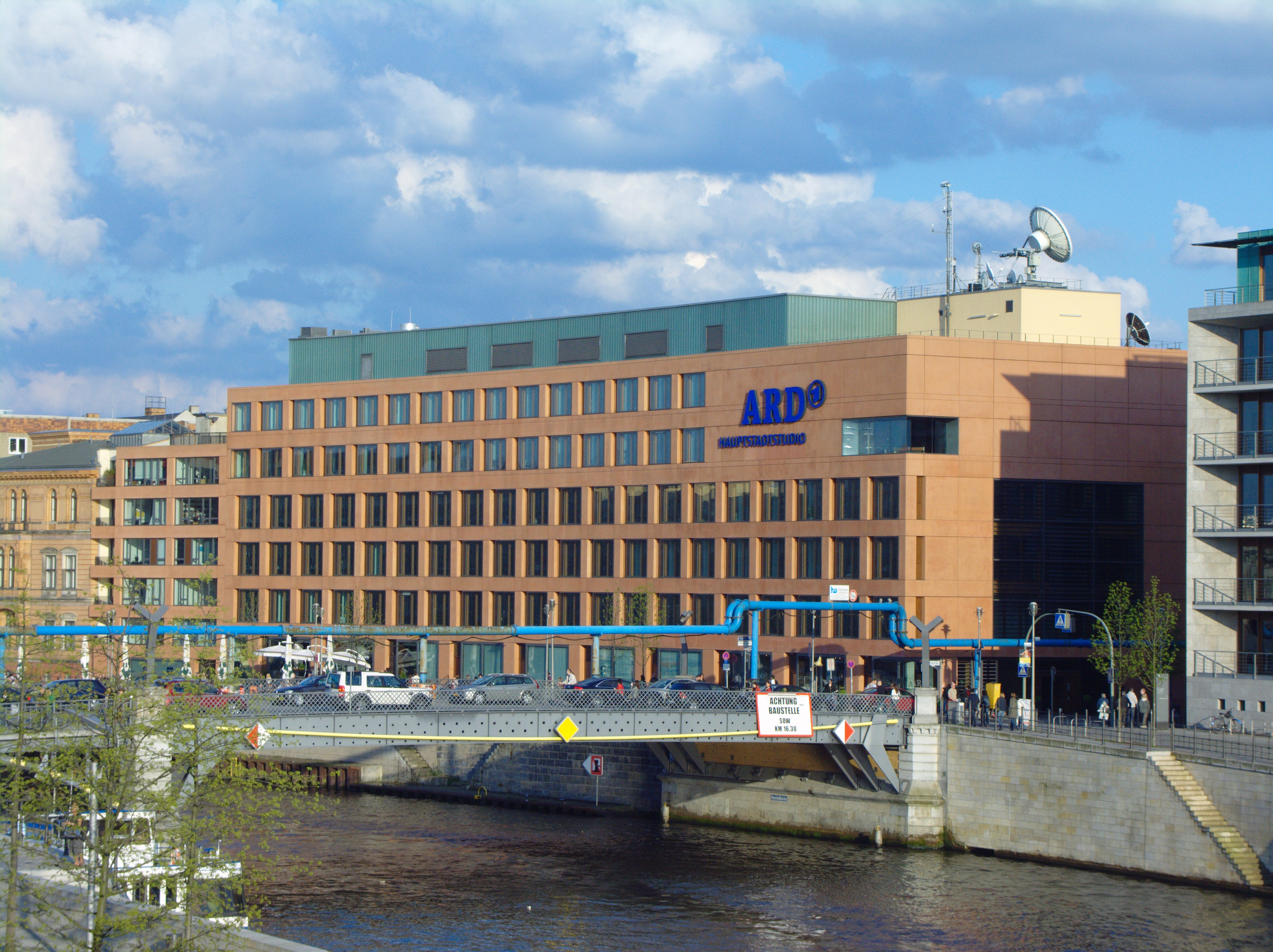
Studio ARD w Berlinie

Latem 1950 roku rozpoczęły się eksperymentalne transmisje z Hamburga. 25 grudnia 1952 rozpoczęto regularne nadawanie programu telewizyjnego w kanale Nordwestdeutscher Rundfunk (NWDR). 1 listopada 1954 roku zorganizowano wspólną redakcję publicznych telewizyjnych nadawców z całego terenu Niemiec Zachodnich, pod nazwą Arbeitsgemeinschaft der öffentlich-rechtlichen Rundfunkanstalten der Bundesrepublik Deutschland (ARD) i rozpoczęto ciągłe nadawanie programu telewizyjnego na teren całego RFN. Od 25 sierpnia 1967 roku ARD Deutsches Fernsehen nadaje w kolorze. W październiku 1984 roku wprowadzono dla kanału ARD nazwę: ARD – Erstes Deutsches Fernsehen. Od 1995 r. kanał nadaje swój program całą dobę. Od 1996 roku oficjalną nazwą programu jest Das Erste, a logiem pogrubiona cyfra 1.
Od samego początku program odbierany był na większości terenów Niemieckiej Republiki Demokratycznej i stanowił ogólnodostępne źródło informacji wolne od obostrzeń NRD-owskiej cenzury. Od 15 grudnia 1990 roku wschodnioniemiecka Deutscher Fernsehfunk weszła w skład ARD i także współtworzyła kanał Das Erste.

## Organizacja
Nie istnieje żaden centralny ośrodek Das Erste (zarządzaniem w imieniu ARD zajmuje się jeden z jego członków BR), zajmujący się wytwarzaniem programów dla tego kanału – 100% jego emisji stanowią programy produkowane przez członków ARD lub zamawiane przez nich u producentów zewnętrznych, tak więc jest to stacja całkowicie zdecentralizowana. Wkład nadawców w produkcję kanału Das Erste jest odpowiedni do liczby ludności mieszkających w danym obszarze nadawania ośrodków regionalnych: WDR 21,40%, SWR 18,20%, NDR 17,60%, BR 15,95%, MDR 10,85%, HR 7,40%, RBB 6,60%, SR 1,25% oraz RB 0,75%. O kształcie programowym Das Erste decyduje rada złożona z przedstawicieli oddziałów regionalnych – członków ARD.

## Nadawanie
Siedziba telewizji Das Erste znajduje się we Frankfurcie, gdzie znajduje się również centrala Hessischer Rundfunk. W 2005 roku uruchomiono nowoczesny port mediowy, który pozwala regionalnym ośrodkom na szybkie przesyłanie materiałów do centrum nadawczego i z centrum nadawczego do podrzędnych stacji nadawczych w różnych regionach Niemiec, tak aby wszyscy członkowie ARD prezentowali ten sam program. Wcześniej materiały musiały być przewożone na kasetach między ośrodkami.
W 2008 roku Das Erste (i członkowie ARD) przeszło prawie wyłącznie na nadawanie cyfrowe i jest to pierwszy ogólnokrajowy program nadający w nowej technologii. 15 sierpnia 2009 roku uruchomiono kanał Das Erste HD.
Das Erste jako telewizja publiczna współfinansowana ze środków abonamentowych, w niedziele i święta nie nadaje żadnych reklam i materiałów ogłoszeniowych. Zazwyczaj przerwy reklamowe trwają około 1–3 minuty, rzadko też zdarza się, aby reklamy przerywały program. Ogólnie, średnia za każdy dzień roboczy nie może przekraczać 20 minut reklam na antenie ogólnokrajowej.
8 czerwca 2010 roku o godzinie 5.30 sygnał za pośrednictwem satelity Hot Bird 8 – 13°E z 11,604 GHz, pol. H, SR 27500, FEC 5/6 został zakończony ze względu na prawa do emisji meczów MŚ 2010 w RPA.
21 grudnia 2010 roku Das Erste wznowiło nadawanie z satelity Hot Bird 8 ze względu na chęć dotarcia do żołnierzy niemieckich na terenie Afganistanu oraz Niemców pracujących i mieszkających poza granicami kraju.
1 kwietnia 2017 roku Das Erste zakończyło nadawanie z satelity Hot Bird 8.

## „Sztandarowe” programy
- Tagesschau – serwis informacyjny telewizji Das Erste, jego krótsze wydania są emitowane przez cały dzień natomiast jego główne wydanie jest emitowane o godzinie 20.00. Główne wydanie Tagesschau jest pokazywane także u wszystkich regionalnych nadawców w Niemczech. Pierwsze wydanie wyemitowano 21 grudnia 1952 roku. Główne wydanie Tagesschau ogląda średnio ponad 10 mln widzów. Program przygotowuje Norddeutscher Rundfunk (NDR).
- Tagesthemen – wieczorny magazyn informacyjny, podsumowanie dnia, emitowany codziennie, od poniedziałku do czwartku o godzinie 22:15, w piątki o 21:45, w sobotę ok. 23:30 i w niedzielę o 22:45. Program przygotowuje Norddeutscher Rundfunk (NDR).
- Nachtmagazin(inne języki) – nocny magazyn informacyjny, podsumowanie dnia, emitowany od poniedziałku do piątku o godzinie 0:30. Program przygotowuje Norddeutscher Rundfunk (NDR).
- Brennpunkt(inne języki) – specjalny program informacyjny emitowany na wypadek bardzo poważnych wydarzeń, nadawany o godzinie 20:15. Program przygotowuje wspólnie kilka ośrodków ARD.
- Sportschau(inne języki) – magazyn sportowy i nazwa pasma, w którym nadawane są transmisje sportowe
- ARD-Morgenmagazin – magazyn śniadaniowy nadawany od 13 lipca 1992 roku od poniedziałku do piątku od 5:30 do 9:00, co dwa tygodnie przez cały tydzień w Das Erste (i równolegle w ZDF), naprzemiennie z ZDF-Morgenmagazin(inne języki) (w takim cyklu ARD-Morgenmagazin prezentowane jest jednocześnie w Das Erste i ZDF przez 26 tygodni w roku). Program przygotowuje Westdeutscher Rundfunk Köln (WDR).
- ARD-Mittagsmagazin – magazyn popołudniowy nadawany od 13 do 14 przez cały tydzień w Das Erste (i równolegle w ZDF), naprzemiennie z ZDF-Mittagsmagazin(inne języki) (w takim cyklu ARD-Mittagsmagazin prezentowane jest jednocześnie w Das Erste i ZDF przez 26 tygodni w roku). Program przygotowuje Rundfunk Berlin-Brandenburg (rbb).
- ARD-Buffet(inne języki) – magazyn południowy nadawany od poniedziałku do piątku od 12:15 do 13:00. Program przygotowuje Suedwestdeutscher Rundfunk (SWR).
- Live nach Neun(inne języki) – magazyn poranny nadawany od poniedziałku do piątku o 9:05. Program przygotowuje Westdeutscher Rundfunk (WDR).
- Brisant(inne języki) – magazyn plotkarski, nadawany od poniedziałku do soboty o 17:15. Program przygotowuje Mitteldeutscher Rundfunk (MDR).
- Anne Will – talk-show polityczno-społeczny prowadzony przez Anne Will(inne języki). Nadawany od 2007 roku, w każdą niedzielę o 21:45. Program przygotowuje Norddeutscher Rundfunk (NDR).
- Presseclub(inne języki) – program publicystyczny, w którym dziennikarze komentują wydarzenia polityczne minionego tygodnia. Nadawany od 1987 roku, w każdą niedzielę o 12:03. Program przygotowuje Westdeutscher Rundfunk (WDR).
- Europamagazin(inne języki) – magazyn reporterski, pokazujący kraje Unii Europejskiej, nadawany w niedzielę o 12:45. Program przygotowuje Suedwestdeutscher Rundfunk (SWR).
- Weltspiegel – magazyn międzynarodowy, nadawany w niedzielę o 19:20. Program przygotowuje Bayerischer Rundfunk (BR).
- Tatort – najpopularniejsza niemiecka seria kryminalna produkowana od 1970 roku. Premierowe kryminały nadawane są w niedzielę o 20:15. Program przygotowuje wspólnie kilka ośrodków ARD.
- Telefon 110 (Polizeiruf 110) – popularny niemiecki serial kryminalny produkowany od 1970 roku w DFF, a od 1992 w ARD. Serial porusza tematy typowe dla seriali tego rodzaju, w tym także przestępstw, takich jak włamania, wymuszenia, oszustwa, kradzieży i nieletnich. Program przygotowuje wspólnie kilka ośrodków ARD.
- Lindenstraße – pierwsza niemiecka opera mydlana emitowana od 8 grudnia 1985 roku do 29 marca 2020 roku na antenie Das Erste w każdą niedzielę o 18.50. Ukazał losy kilku rodzin mieszkających przy ulicy Lipowej, których codzienne życie wplecione jest w realizm aktualnego życia społecznego i ekonomicznego Niemiec. Program przygotował Westdeutscher Rundfunk Köln (WDR).
- Rote Rosen(inne języki) – opera mydlana kreowana na telenowelę emitowana od 2006 roku w dni powszednie o 14:10.
- Burza uczuć – opera mydlana kreowana na telenowelę emitowana od 2005 roku w dni powszednie o 15:10.
- Verbotene Liebe – niemiecka opera mydlana emitowana w latach 1995–2015.
- Z boską pomocą – niemiecki serial telewizyjny emitowany od 2002 roku.
- Die Sendung mit der Maus(inne języki) – program dla dzieci emitowany od 1971 roku w niedzielne przedpołudnia. Program przygotowuje Westdeutscher Rundfunk (WDR).
- Extra 3(inne języki) – program satyryczny emitowany w czwartki o 22:45. Program przygotowuje Norddeutscher Rundfunk (NDR).
- Das Wort zum Sonntag(inne języki) – program religijny, w którym Katolicy i Luteranie czytają Pismo Święte. Nadawany w soboty o 23:50. Program przygotowuje Hessischer Rundfunk (hr).

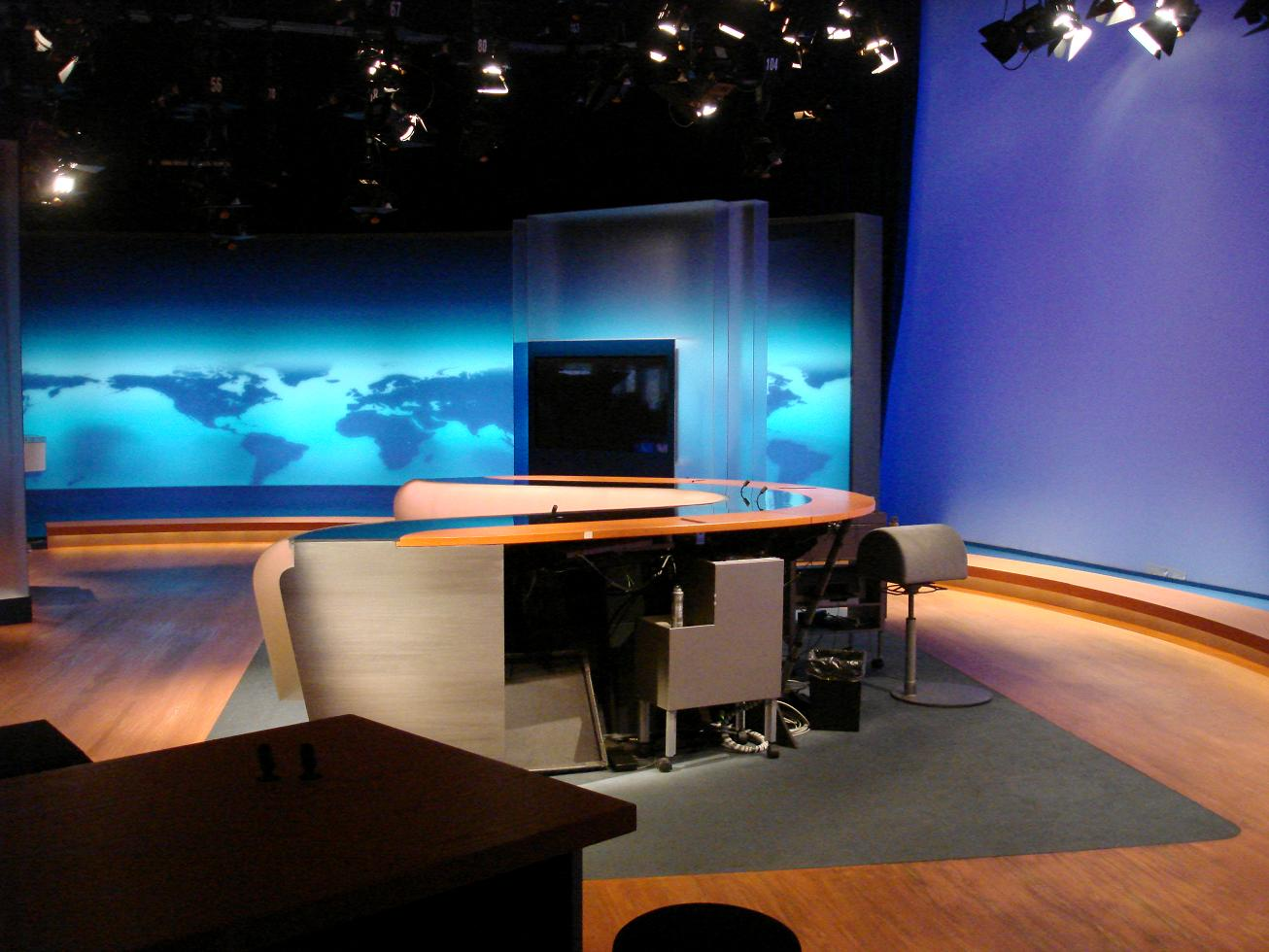
Tagesschau
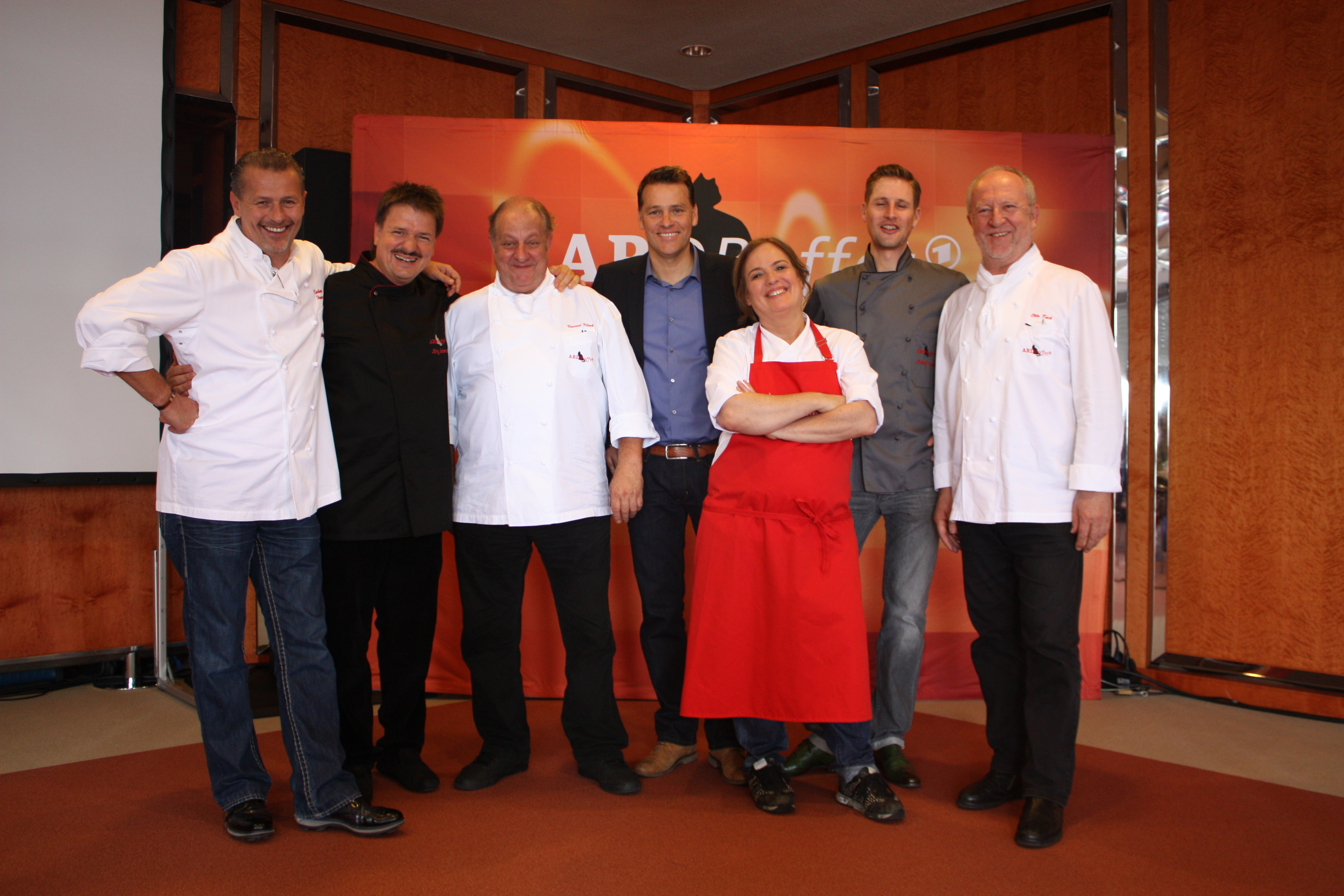
ARD-Buffet
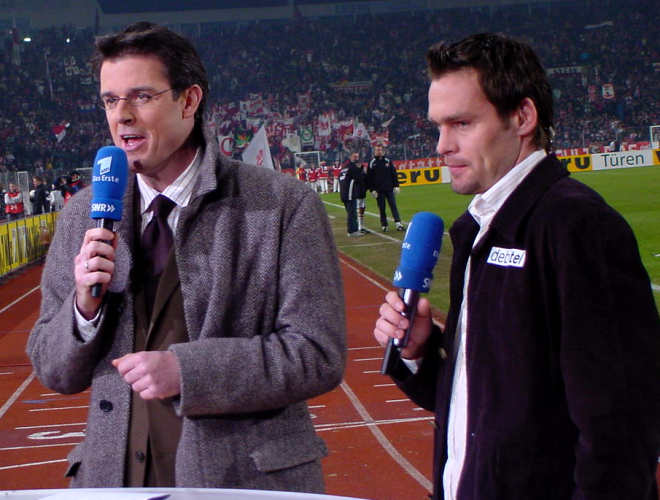
Sportschau(inne języki)
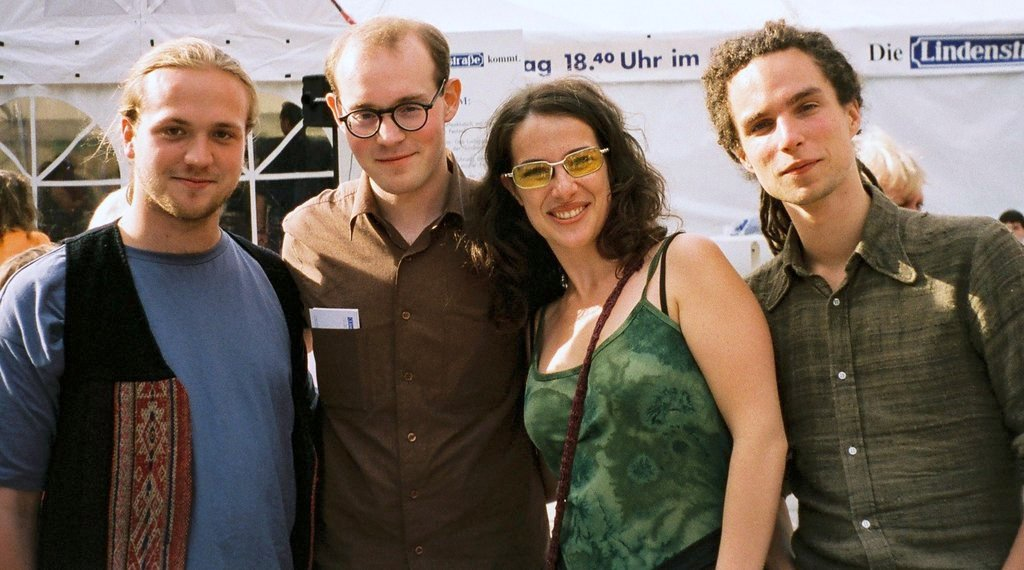
Lindenstraße
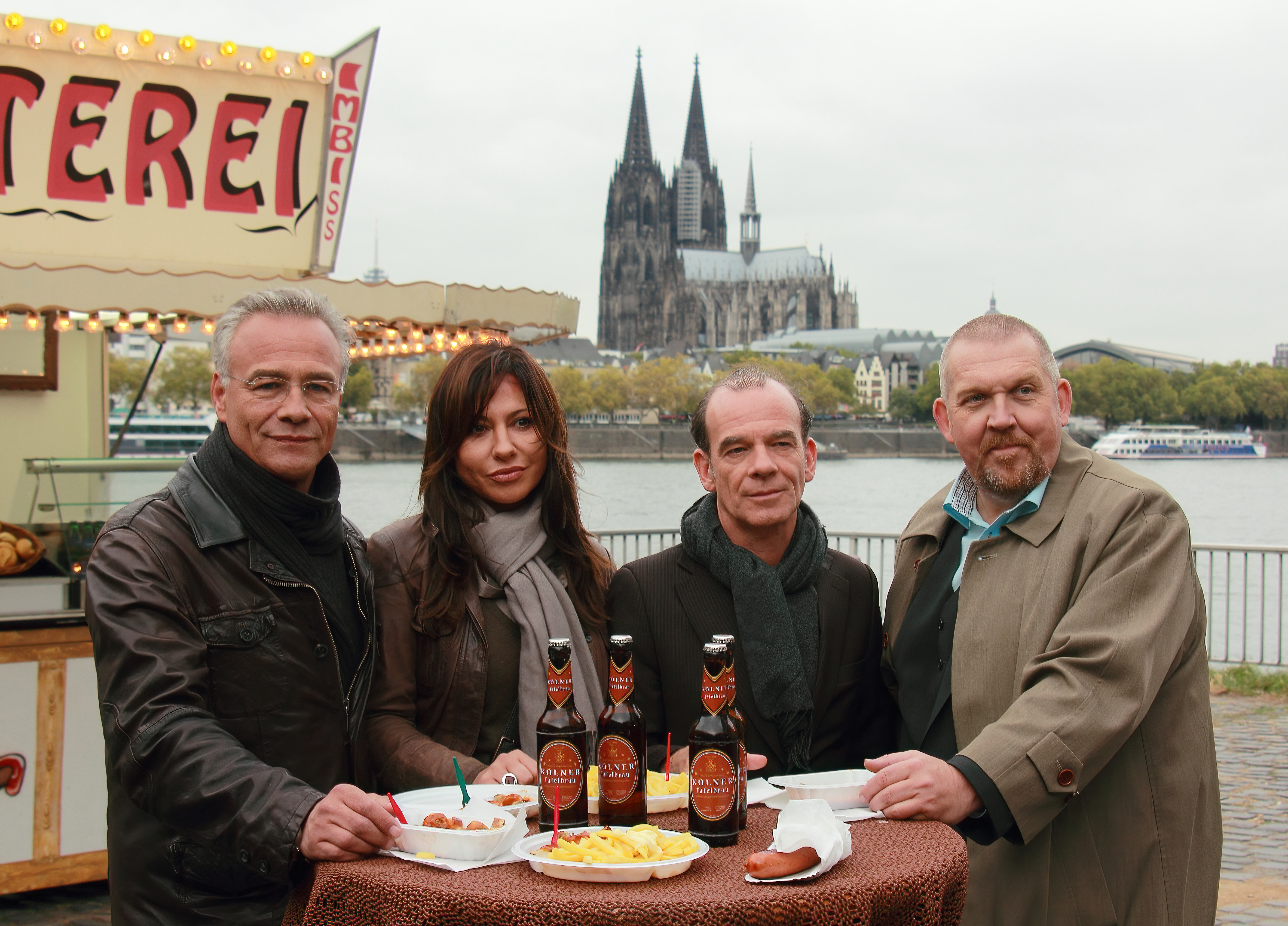
Tatort
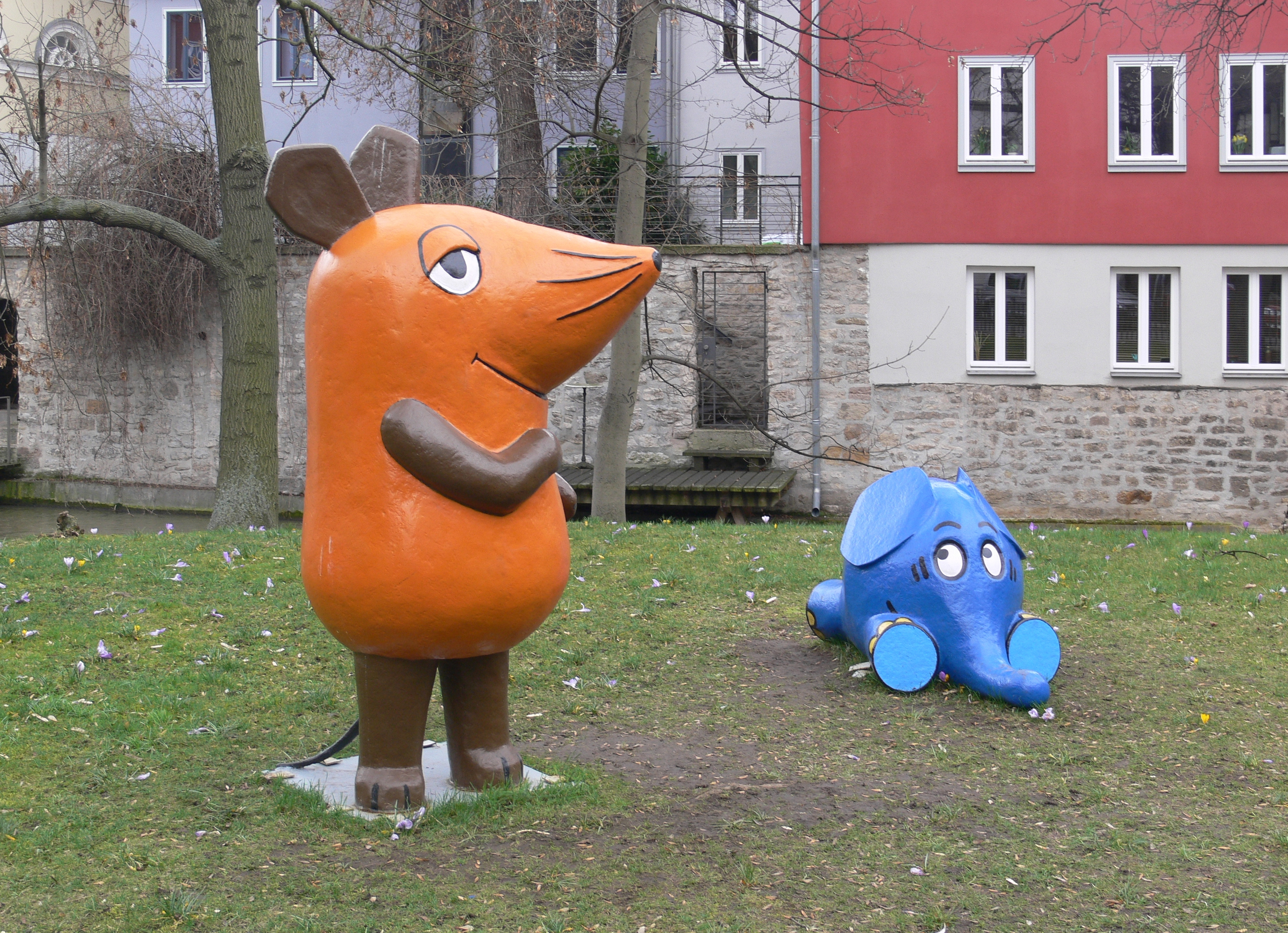
Die Sendung mit der Maus(inne języki)